# Sous-région de Mikkeli
La sous-région de Mikkeli (finnois : Mikkelin seutukunta) est une sous-région de la Savonie du Sud en Finlande. 
Au niveau 1 (LAU 1 ) des unités administratives locales définies par l'union européenne elle porte le numéro 101.

## Municipalités
La sous-région de Mikkeli est composée des municipalités suivantes :
| Blason               | Municipalité               |
| -------------------- | -------------------------- |
| Hirvensalmen vaakuna | Hirvensalmi (municipalité) |
| Kangasniemen vaakuna | Kangasniemi (municipalité) |
| Mikkelin vaakuna     | Mikkeli (ville)            |
| Mäntyharjun vaakuna  | Mäntyharju (municipalité)  |
| Pertunmaan vaakuna   | Pertunmaa (municipalité)   |
| Puumalan vaakuna     | Puumala (municipalité)     |

## Population
Depuis 1980, l'évolution démographique de la sous-région de Mikkeli, au périmètre du 1er janvier 2017, est la suivante:
| Année      | 1980   | 1985   | 1990   | 1995   | 2000   | 2005   | 2010   |
| ---------- | ------ | ------ | ------ | ------ | ------ | ------ | ------ |
| population | 77 931 | 78 383 | 78 209 | 78 455 | 76 917 | 75 329 | 73 727 |

## Politique
Les résultats de l'élection présidentielle finlandaise de 2018: